# Félix Godefroid

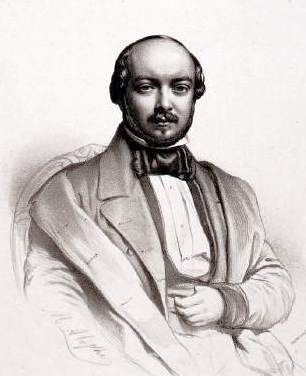
Porträt Félix Godefroids von Marie-Alexandre Alophe

Dieudonné-Félix Godefroid (* 24. Juli 1818 in Namur; † 12. Juli 1897 in Villers-sur-Mer bei Lisieux) war ein belgischer Harfenist und Komponist.

## Leben
Nachdem Godefroids Vater mit dem Betreiben eines Fest- und Veranstaltungssaales in finanzielle Nöte geraten war, zog dieser mit seiner Familie nach Boulogne-sur-Mer in Frankreich, wo er eine Harfenschule gründete. Dort erlernte Félix Godefroid das Harfen- und Klavierspiel. Ab 1832 war er Student von François-Joseph Naderman (Harfe) und Friedrich Kalkbrenner (Klavier) am Pariser Konservatorium, das er 1835 verließ. Überzeugt von der Nützlichkeit der 1811 durch Sébastien Érard entwickelten Doppelpedalharfe, verließ Godefroid das Konservatorium, um sich auf diesem neuartigen Instrument bei Théodore Labarre und Elias Parish Alvars zu perfektionieren. Ab 1839 begann er eine beachtenswerte Karriere als Harfensolist, die ihn zuerst nach Deutschland führte, später durch ganz Europa und in den Vorderen Orient. 1847 ließ er sich in Paris nieder. 1856 wurde er nach Brüssel geladen, um zum 25. Thronjubiläum König Leopold I. ein Festkonzert zu geben. Bei dieser Gelegenheit erhielt er die Auszeichnung Ritter des Leopoldsorden.
Als Komponist schrieb er sowohl für Harfe als auch für Klavier, welches er ebenfalls virtuos beherrschte. Darüber hinaus komponierte er mehrere Messen und die drei Bühnenwerke A deux pas du bonheur, La Harpe d’or (Paris, 1858) und La Fille de Saül. Sein Lehrwerk Mes exercices pour la harpe, wurde von mehreren Generationen Harfen-Schülern als Standardwerk benutzt.
Mit seiner belgischen Heimat hielt er sein Leben lang Kontakt, so porträtierte ihn 1856 Félicien Rops, ein ebenfalls aus Namur stammender Maler. Anlässlich der Einweihung eines in Namur aufgestellten Denkmals für den verstorbenen König Leopold I. komponierte Godefroid 1869 eine Kantate, die er selber mit 500 Musikern zur Aufführung brachte.
Als nicht gesichert gilt, dass Godefroid Mitglied der Pariser Freimaurerloge Les Frères unis inséparables war, für die er ein Wohltätigkeitskonzert gab.
Sein älterer Bruder Jules-Joseph Godefroid (1811–1840) war ebenfalls als Harfenist und Komponist tätig.

## Werke (Auswahl)
Schwierige Konzertstücke blieben nach Godefroids Tod als Manuskript erhalten, sie wurden mehrfach erst Jahre später verlegt.
- Sonate pour violoncelle et piano (1841).
- La Harpe d’or
- La fille de Saül (1882)
- Le rouet de Marguerite (1889)
- „Romance sans paroles“
- École Mélodique sur des mélodies de Schubert: Quand tu me vois souffrir
- École Mélodique sur Schubert: Le désir
- École Mélodique sur Schubert: Sois toujours mes seules amours
- École Mélodique sur Schubert: Les ris et les pleurs
- Étude de concert en mi bémol mineur pour harpe
- Mes exercices pour la harpe (1891)